# Ніколенко Валерій Васильович
Валерій Васильович Ніколенко (народився 15 січня 1951 року в місті Новомосковську Дніпропетровської області) — український прозаїк, есеїст. Автор 20 книжок, член Національної спілки письменників України (з 2004).

## Життєпис
Закінчив 8 класів новомосковської СШ № 1. Чотири роки навчався у радіоприладобудівельному технікумі м. Дніпропетровська. Працював слюсарем, конструктором, соціологом в Міністерстві чорної металургії СРСР.
З відзнакою закінчив українське відділення філологічного факультету Дніпропетровського державного університету. Викладав українську та зарубіжну літературу в Дніпропетровському транспортно-економічному технікумі.
Член правління Дніпропетровської обласної організації НСПУ.

## Творчість
Автор книжок «Біографії в порівняннях», «Покликання», «Холостякування і шлюби», «Несвяті», «Гонорар», «Афоризми», «Брудно-прекрасне», «Письменник пописує», «Дружляндія», «Бузинуті часи», «Славетні» (2010 р., 820 стор.) та інших.

## Відзнаки
Лауреат літературної премії імені Валер'яна Підмогильного (за книгу «Гонорар»).